# Transcend-Methode
Die von Johan Galtung begründete Transcend-Methode (engl. "to transcend" = überschreiten) beschreibt eine schrittweise Konfliktbearbeitung.
Voraussetzung ist die Fähigkeit der Konfliktparteien zur Transzendenz, also sich aus ihrem Standpunkt zu lösen, um selbst ein objektives Bild des Konfliktes zu erhalten. Es ist die Aufgabe eines Vermittlers, diese Fähigkeit zu fördern.
Weiterhin gliedert sich die Methode in drei Phasen:
- Lösung des Konfliktgrundes
- Behebung/Ausgleich der entstandenen Schäden, sofern möglich
- Versöhnung der Streitparteien